# Гойя (премия, 2002)
XVI церемония вручения премии «Гойя» состоялась 2 февраля 2002 года. Ведущая — Роса Мария Сарда.

## Номинации

### Главные премии
| Лучший фильм | Лучший режиссёр |
| --- | --- |
| - Другие / The Others - Нет вестей от Бога / Sin noticias de Dios - Безумие любви / Juana la Loca - Люсия и секс / Lucía y el sexo | - Алехандро Аменабар — Другие / The Others - Висенте Аранда — Безумие любви / Juana la Loca - Агустин Диас Янес — Нет вестей от Бога / Sin noticias de Dios - Хулио Медем — Люсия и секс / Lucía y el sexo |
| Лучший актёр | Лучшая актриса |
| - Эдуард Фернандес — Фауст 5.0 / Fausto 5.0 - Серхи Лопес — Только моя / Sólo mía - Эусебио Понсела — Интакто / Intacto - Тристан Ульоа — Люсия и секс / Lucía y el sexo                                                                                | - Пилар Лопес де Айяла — Безумие любви / Juana la Loca - Николь Кидман — Другие / The Others - Виктория Абриль — Нет вестей от Бога / Sin noticias de Dios - Пас Вега — Только моя / Sólo mía |
| Лучший актёр второго плана | Лучшая актриса второго плана |
| - Эмилио Гутьеррес Каба — 10 дней без любви / El cielo abierto - Антонио Дечент — Интакто / Intacto - Эдуард Фернандес — Шум моря / Son de mar - Гаэль Гарсиа Берналь — Нет вестей от Бога / Sin noticias de Dios                                       | - Роса Мария Сарда — Без стыда / Sin vergüenza - Элена Анайя — Люсия и секс / Lucía y el sexo - Наджва Нимри — Люсия и секс / Lucía y el sexo - Росана Пастор — Нет вестей от Бога / Sin noticias de Dios |
| Лучший оригинальный сценарий | Лучший адаптированный сценарий |
| - Другие — Алехандро Аменабар / The Others - Нет вестей от Бога — Агустин Диас Янес / Sin noticias de Dios - Люсия и секс — Хулио Медем / Lucía y el sexo - Без стыда — Доминик Арари, Хоакин Ористрель, Тереса Пелегри и Кристина Рота / Sin vergüenza | - Дикари — Хорхе Хуан Мартинес, Карлос Молинеро, Клара Перес и Лола Сальвадор / Salvajes - Любовь Аниты — Вентура Понс и Льюис-Антон Бауленас / Anita no perd el tren - Остров голландца — Доминик Арари, Сигфрид Монлеон, Тереса Пелегри и Ферран Торрент / La isla del holandés - Шум моря — Рафаэль Аскона / Son de mar |
| Лучший мужской актёрский дебют | Лучший женский актёрский дебют |
| - Леонардо Сбаралья — Интакто / Intacto - Бьель Дуран — Без труда не вытащишь и рыбку из пруда / Más pena que gloria - Джеймс Бентли — Другие / The Others - Рубен Очандиано — Нарушенная тишина / Silencio roto                                        | - Пас Вега — Люсия и секс / Lucía y el sexo - Малена Альтерио — Ограбление / El palo - Мария Исаси — Дикари / Salvajes - Алакина Манн — Другие / The Others |
| Лучший иностранный фильм на испанском языке | Лучший европейский фильм |
| - Побег / La fuga • Аргентина - Такси для троих / Taxi para tres • Чили - Мёд для Ошуна / Miel para Oshún • Куба - Никто тебя не слышит: Аромат фиалок / Nadie te oye: Perfume de violetas • Мексика                                                    | - Амели / Le Fabuleux destin d’Amélie Poulain • Франция - Билли Эллиот / Billy Elliot • Великобритания - Дневник Бриджет Джонс / Bridget Jones’s Diary • Великобритания - Шоколад / Chocolat • Великобритания |
| Лучший режиссёрский дебют | Лучший мультипликационный фильм |
| - Хуан Карлос Фреснадильо — Интакто / Intacto - Хавьер Балагер — Только моя / Sólo mía - Виктор Гарсия Леон — Без труда не вытащишь и рыбку из пруда / Más pena que gloria - Карлос Молинеро — Дикари / Salvajes                                        | - Живой лес / El bosque animado - Легенда об единороге / La leyenda del unicornio - Мануэлита / Manuelita - Собака по имени Боль / Un perro llamado Dolor |

### Другие номинанты
| Лучшая операторская работа | Лучший монтаж |
| --- | --- |
| - Другие — Хавьер Агирресаробе / The Others - Интакто — Ксави Хименес / Intacto - Нет вестей от Бога — Пако Фемения / Sin noticias de Dios - Люсия и секс — Кико де ла Рика / Lucía y el sexo | - Другие — Начо Руис Капильяс / The Others - Нет вестей от Бога — Хосе Сальседо / Sin noticias de Dios - Нет вестей от Бога — Тереса Фонт / Sin noticias de Dios - Люсия и секс — Иван Аледо / Lucía y el sexo |
| Лучшая работа художника | Лучший продюсер |
| - Другие — Бенхамин Фернандес / The Others - Нет вестей от Бога — Хавьер Фернандес / Sin noticias de Dios - Интакто — Сесар Макаррон / Intacto - Нет вестей от Бога — Хосеп Росель / Sin noticias de Dios | - Другие — Мигель Анхель Гонсалес и Эмильяно Отеги / The Others - Нет вестей от Бога — Карлос Бернасес / Sin noticias de Dios - Нет вестей от Бога — Анхелика Уэте / Sin noticias de Dios - Интакто — Хосе Луис Хименес / Intacto |
| Лучший звук | Лучшие спецэффекты |
| - Другие — Даниэль Гольдштейн, Альфонсо Рапосо, Рикардо Стейнберг и Tim Cavagin / The Others - Нет вестей от Бога — Хосе Антонио Бермудес, Диего Гарридо, Пелайо Гутьеррес, Антонио 'Mármol' Родригес и Начо Ройо / Sin noticias de Dios - Нет вестей от Бога — Джеймс Муньос, Давид Кальеха и Даниэль Фонтродона / Sin noticias de Dios - Люсия и секс — Поло Гонсалес Аледо, Агустин Пенадо, Альфонсо Пино и Сантьяго Тевене / Lucía y el sexo | - Сокровище царя Соломона — Реес Абадес, Хосе Мария Арагонес, Карлос Мартинес, Ана Нуньес и Антонио Охеда / Buñuel y la mesa del rey Salomón - Другие — Феликс Бергес, Дерек Лэнгли, Педро Морено и Рафаэль Солорсано / The Others - Интакто — Феликс Бергес, Пау Коста, Карлос Мартинес, Ана Нуньес, Антонио Охеда и Рауль Романильос / Intacto - Хребет дьявола — Реес Абадес, Кармен Агирре, Давид Марти, Альфонсо Ньето, Монтсе Рибе и Эмилио Руис / El espinazo del diablo |
| Лучшие костюмы | Лучший грим |
| - Нет вестей от Бога — Хавьер Артиньяно / Sin noticias de Dios - Хребет дьявола — Хосе Вико / El espinazo del diablo - Мимо кассы — Альберто Луна / Off Key - Другие — Соня Гранде / The Others | - Безумие любви — Мерседес Гийо и Мигель Сесе / Juana la Loca - Нет вестей от Бога — Маноло Гарсиа, Ана Лосано и Антонио Паниса / Sin noticias de Dios - Сокровище царя Соломона — Рут Гарсия и Конча Марти / Buñuel y la mesa del rey Salomón - Другие — Белен Лопес Пуигсервер и Ана Лопес Пуигсервер / The Others |
| Лучшая музыка | Лучшая песня |
| - Люсия и секс — Альберто Иглесиас / Lucía y el sexo - Другие — Алехандро Аменабар / The Others - Нет вестей от Бога — Бернардо Бонецци / Sin noticias de Dios - Нет вестей от Бога — Хосе Ньето / Sin noticias de Dios | - Лус Касаль — «Tu Bosque animado» — Живой лес / El bosque animado - Ольга Роман — «Again» — 10 дней без любви / El cielo abierto - Клара Монтес — «Sólo mía» — Только моя / Sólo mía - Хоакин Сабина — «Semos diferentes» — Миссия в Марбелью / Torrente 2: Misión en Marbella |
| Лучший короткометражный фильм | Лучший короткометражный мультипликационный фильм |
| - Зелёная юность / Desaliñada - Бамболео / Bamboleho - Первый раз / La primera vez - La Mirada Oblicua - Versión Original | - Курица / Pollo - Призрак / El aparecido - Коллекция / La colección - Туалет / W.C. |
| Лучший документальный фильм | |
| - Стройка / En construcción - Убийство в феврале / Asesinato en febrero - Чужие для самих себя / Extranjeros de sí mismos - Дети России / Los niños de Rusia | |

## Премия «Гойя» за заслуги
- Хуан Антонио Бардем